# بيحان (الحيمة الداخلية)

تعديل مصدري - تعديل

بيحان هي إحدى قرى عزلة الجدعان بمديرية الحيمة الداخلية التابعة لمحافظة صنعاء، بلغ تعداد سكانها 281 نسمة حسب تعداد اليمن لعام 2004.